# Karolína Plíšková
Karolína Plíšková (amtlich Karolína Hrdličková, * 21. März 1992 in Louny, Tschechoslowakei) ist eine tschechische Tennisspielerin, die auf der WTA Tour antritt. Sie übernahm als 23. Spielerin im Juli 2017 die Führung der Weltrangliste. Ihre Zwillingsschwester Kristýna Plíšková war ebenfalls Tennisprofi.

## Karriere
Im Alter von vier Jahren begann Plíšková mit dem Tennissport, sie bevorzugt Hartplätze. Am 30. Januar 2010 gewann sie den Juniorinnen-Wettbewerb der Australian Open. An Nummer 6 gesetzt besiegte sie im Finale die ungesetzte Laura Robson mit 6:1, 7:65.
2008 gewann Plíšková ihr erstes ITF-Turnier, 2013 ihren ersten WTA-Titel. Ebenfalls 2013 erreichte sie in Wimbledon zum ersten Mal die zweite Runde eines Grand-Slam-Turniers.
2014 erreichte sie zu Beginn des Jahres sowohl in Auckland als auch bei den Australian Open die zweite Runde. Beim Hartplatzturnier in Pattaya unterlag sie im Finale Jekaterina Makarowa in zwei Sätzen. Ihr zweites Finale des Jahres beim Nürnberger Versicherungscup verlor sie in drei Sätzen gegen Eugenie Bouchard; mit ihrer Doppelpartnerin Michaëlla Krajicek gewann sie dort allerdings den Titel der Doppelkonkurrenz. Im August stand sie zum ersten Mal im Einzel und im Doppel in den Top 50 der WTA-Weltrangliste. Bei den US Open erreichte sie im Einzel diesmal die dritte Runde – ihr bisher bestes Abschneiden bei einem Grand-Slam-Turnier, das sie dann bei den Australian Open gleich wiederholte. Im Herbst 2014 hat Plíšková zwei WTA Turniere gewonnen. In Seoul gewann sie gegen Varvara Lepchenko, in Linz gegen Camila Giorgi.
2015 stand sie in fünf WTA-Endspielen; sie gewann das Turnier in Prag und erreichte im August 2015 die Top Ten der Weltrangliste.
Karolína Plíšková spielt seit 2013 (bis 2014 mit ihrer Schwester Kristýna) für das Eckert-Tennis-Team, die 1. Mannschaft des TC Rot-Blau Regensburg, die nach der Meisterschaft in der 2. Bundesliga Süd in der Saison 2015 erstmals in der Bundesliga vertreten war. Nach Platz drei in der ersten Saison holte Plíšková 2016 mit Regensburg den Titel.
Im Februar 2015 trat sie erstmals für die tschechische Fed-Cup-Mannschaft an; sie gewann in Québec gegen Kanada beide Einzel. Inzwischen hat sie 16 Fed-Cup-Partien bestritten, von denen sie dreizehn gewinnen konnte.
Plíškovás bislang größte Erfolge im Einzel waren die Finalteilnahmen bei den US Open 2016 und bei Wimbledon Championships 2021. Als Nummer 10 der Setzliste hatte sie in New York im Jahr 2016 im Endspiel gegen Angelique Kerber mit 3:6, 6:4, 4:6 das Nachsehen. Plíšková kletterte damals in der Weltrangliste dennoch auf Position 6. Unter anderem durch ihr starkes Abschneiden bei den Australian Open (Viertelfinale) verbesserte sie sich im Januar 2017 auf Platz 3. In Wimbledon schied sie in der zweiten Runde aus, übernahm aber aufgrund des vorzeitigen Ausscheidens von Angelique Kerber und Simona Halep am 17. Juli 2017 die Führung in der Weltrangliste. Im Wimbledon-Finale 2021 verlor Plíšková gegen die Weltranglistenerste Ashleigh Barty in drei Sätzen mit 3:6, 7:64, 3:6.
Im Februar 2024 gelang Plíšková bei einem WTA-250-Turnier in Rumänien ihr erster Turniersieg seit vier Jahren.

## Turniersiege

### Einzel
| Nr. | Datum              | Turnier        | Kategorie         | Belag             | Finalgegnerin         | Ergebnis        |
| --- | ------------------ | -------------- | ----------------- | ----------------- | --------------------- | --------------- |
| 1.  | 20. April 2008     | Bol            | ITF $10.000       | Sand              | Florence Haring       | 6:4, 7:5        |
| 2.  | 31. Mai 2009       | Grado          | ITF $25.000       | Sand              | Julia Schruff         | 7:62, 7:5       |
| 3.  | 13. September 2009 | Noto           | ITF $25.000       | Teppich           | Shiho Hisamatsu       | 3:6, 7:62, 7:69 |
| 4.  | 2. Mai 2010        | Gifu           | ITF $50.000       | Hartplatz         | Sun Shengnan          | 6:3, 3:6, 6:3   |
| 5.  | 24. Oktober 2010   | Glasgow        | ITF $25.000       | Hartplatz (Halle) | Eirini Georgatou      | 3:6, 6:0, 6:3   |
| 6.  | 22. Oktober 2011   | Makinohara     | ITF $25.000       | Teppich           | Erika Sema            | 6:75, 6:2, 6:0  |
| 7.  | 30. Oktober 2011   | Hamanako       | ITF $25.000       | Teppich           | Junri Namigata        | 6:2, 7:64       |
| 8.  | 5. Februar 2012    | Grenoble       | ITF $25.000       | Hartplatz (Halle) | Kristýna Plíšková     | 7:611, 7:66     |
| 9.  | 18. November 2012  | Sowade         | ITF $25.000       | Teppich (Halle)   | Ana Vrljić            | 6:3, 6:2        |
| 10. | 3. März 2013       | Kuala Lumpur   | WTA International | Hartplatz         | Bethanie Mattek-Sands | 1:6, 7:5, 6:3   |
| 11. | 14. September 2013 | Sanya          | ITF $50.000       | Hartplatz         | Zheng Saisai          | 6:3, 6:4        |
| 12. | 21. September 2014 | Seoul          | WTA International | Hartplatz         | Varvara Lepchenko     | 6:3, 6:75, 6:2  |
| 13. | 12. Oktober 2014   | Linz           | WTA International | Hartplatz (Halle) | Camila Giorgi         | 6:74, 6:3, 7:64 |
| 14. | 2. Mai 2015        | Prag           | WTA International | Sand              | Lucie Hradecká        | 4:6, 7:5, 6:3   |
| 15. | 12. Juni 2016      | Nottingham     | WTA International | Rasen             | Alison Riske          | 7:68, 7:5       |
| 16. | 21. August 2016    | Cincinnati     | WTA Premier 5     | Hartplatz         | Angelique Kerber      | 6:3, 6:1        |
| 17. | 7. Januar 2017     | Brisbane (1)   | WTA Premier       | Hartplatz         | Alizé Cornet          | 6:0, 6:3        |
| 18. | 18. Februar 2017   | Doha           | WTA Premier       | Hartplatz         | Caroline Wozniacki    | 6:3, 6:4        |
| 19. | 1. Juli 2017       | Eastbourne (1) | WTA Premier       | Rasen             | Caroline Wozniacki    | 6:4, 6:4        |
| 20. | 29. April 2018     | Stuttgart      | WTA Premier       | Sand (Halle)      | Coco Vandeweghe       | 7:62 6:4        |
| 21. | 23. September 2018 | Tokio          | WTA Premier       | Hartplatz (Halle) | Naomi Ōsaka           | 6:4, 6:4        |
| 22. | 6. Januar 2019     | Brisbane (2)   | WTA Premier       | Hartplatz         | Lessja Zurenko        | 4:6, 7:5, 6:2   |
| 23. | 19. Mai 2019       | Rom            | WTA Premier 5     | Sand              | Johanna Konta         | 6:3, 6:4        |
| 24. | 29. Juni 2019      | Eastbourne (2) | WTA Premier       | Rasen             | Angelique Kerber      | 6:1, 6:4        |
| 25. | 15. September 2019 | Zhengzhou      | WTA Premier       | Hartplatz         | Petra Martić          | 6:3, 6:2        |
| 26. | 12. Januar 2020    | Brisbane (3)   | WTA Premier       | Hartplatz         | Madison Keys          | 6:4, 4:6, 7:5   |
| 27. | 11. Februar 2024   | Cluj-Napoca    | WTA 250           | Hartplatz (Halle) | Ana Bogdan            | 6:4, 6:3        |

### Doppel
| Nr. | Datum              | Turnier             | Kategorie         | Belag             | Partnerin           | Finalgegnerinnen                         | Ergebnis          |
| --- | ------------------ | ------------------- | ----------------- | ----------------- | ------------------- | ---------------------------------------- | ----------------- |
| 1.  | 12. Februar 2011   | Rancho Mirage       | ITF $25.000       | Hartplatz         | Kristýna Plíšková   | Nadejda Guskova Sandra Zaniewska         | 6:7, 6:1, [10:5]  |
| 2.  | 4. Juni 2011       | Přerov              | ITF $25.000       | Sand              | Kateřina Kramperová | Ljudmyla Kitschenok Nadija Kitschenok    | 6:3, 6:4          |
| 3.  | 6. August 2011     | Vancouver           | ITF $100.000      | Hartplatz         | Kristýna Plíšková   | Jamie Hampton Noppawan Lertcheewakarn    | 5:7, 6:2, [10:2]  |
| 4.  | 28. Januar 2012    | Andrézieux-Bouthéon | ITF $25.000       | Hartplatz (Halle) | Kristýna Plíšková   | Julie Coin Eva Hrdinová                  | 6:4, 4:6, [10:5]  |
| 5.  | 4. Februar 2012    | Grenoble            | ITF $25.000       | Hartplatz (Halle) | Kristýna Plíšková   | Walentina Iwachnenko Maryna Sanewska     | 6:1, 6:3          |
| 6.  | 17. November 2012  | Sowade              | ITF $25.000       | Teppich (Halle)   | Kristýna Plíšková   | Kristina Barrois Sandra Klemenschits     | 6:3, 6:1          |
| 7.  | 13. Oktober 2013   | Linz                | WTA International | Hartplatz (Halle) | Kristýna Plíšková   | Gabriela Dabrowski Alicja Rosolska       | 7:66, 6:4         |
| 8.  | 24. Mai 2014       | Nürnberg            | WTA International | Sand              | Michaëlla Krajicek  | Iona Raluca Olaru Shahar Peer            | 6:0, 4:6, [10:6]  |
| 9.  | 13. Juli 2014      | Bad Gastein         | WTA International | Sand              | Kristýna Plíšková   | Andreja Klepač María Teresa Torró Flor   | 4:6, 6:3, [10:6]  |
| 10. | 14. September 2014 | Hongkong            | WTA International | Hartplatz         | Kristýna Plíšková   | Patricia Mayr-Achleitner Arina Rodionova | 6:2, 2:6, [12:10] |
| 11. | 19. Juni 2016      | Birmingham          | WTA Premier       | Rasen             | Barbora Strýcová    | Vania King Alla Kudrjawzewa              | 6:3, 7:61         |

## Karrierestatistik und Turnierbilanz

### Einzel
Die Tabelle listet die Ergebnisse der Grand-Slam-Turniere, der Tour Championships, der Olympischen Spiele, des Fed Cups bzw. Billie Jean King Cups und der Turniere folgender Kategorien auf: 1990–2008: Tier I, 2009–2020: Premier Mandatory und Premier 5, ab 2021: WTA 1000.
| Turnier              | 2010 | 2011 | 2012 | 2013 | 2014 | 2015 | 2016 | 2017 | 2018 | 2019 | 2020 | 2021 | 2022 | 2023 | 2024 | Karriere |
| -------------------- | ---- | ---- | ---- | ---- | ---- | ---- | ---- | ---- | ---- | ---- | ---- | ---- | ---- | ---- | ---- | -------- |
| Australian Open      | —    | Q1   | Q1   | 1    | 2    | 3    | 3    | VF   | VF   | HF   | 3    | 3    | —    | VF   | 1    | 1 × HF   |
| French Open          | —    | Q2   | 1    | 1    | 2    | 2    | 1    | HF   | 3    | 3    | 2    | 2    | 2    | 1    | 1    | 1 × HF   |
| Wimbledon            | Q1   | —    | 1    | 2    | 2    | 2    | 2    | 2    | AF   | AF   |      | F    | 2    | 1    | 1    | 1 × F    |
| US Open              | Q1   | Q1   | Q2   | 1    | 3    | 1    | F    | VF   | VF   | AF   | 2    | VF   | VF   | 2    | 2    | 1 × F    |
| WTA Finals           | —    | —    | —    | —    | —    | —    | RR   | HF   | HF   | HF   |      | RR   | —    | —    | —    | 3 × HF   |
| Doha                 |      |      | —    | —    | 2    |      | 1    |      | AF   |      | AF   |      | —    |      | HF   | 1 × HF   |
| Dubai                | —    | —    |      |      |      | F    |      | 2    |      | VF   |      | AF   |      | VF   | AF   | 1 × F    |
| Indian Wells         | —    | —    | Q1   | Q1   | 3    | AF   | HF   | HF   | VF   | VF   |      | 3    | 2    | AF   | 1    | 2 × HF   |
| Miami                | —    | —    | —    | 2    | 1    | VF   | 2    | HF   | VF   | F    |      | 3    | 2    | 3    | 1    | 1 × F    |
| Rom                  | —    | —    | —    | —    | —    | 1    | 1    | VF   | 2    | S    | F    | F    | 2    | 2    | —    | 1 × S    |
| Madrid               | —    | —    | —    | Q1   | 1    | 2    | 2    | 2    | HF   | 2    |      | 2    | 1    | —    | —    | 1 × HF   |
| Cincinnati           | —    | —    | Q2   | Q2   | Q1   | AF   | S    | HF   | 2    | VF   | 2    | HF   | 2    | 1    | 2    | 1 × S    |
| Kanada               | —    | —    | —    | Q1   | 2    | 1    | AF   | VF   | 2    | VF   |      | F    | HF   | 2    | 2    | 1 × F    |
| Tokio                | —    | 1    | —    | —    |      |      |      |      |      |      |      |      |      |      |      | 1 × 1R   |
| Wuhan                |      |      |      |      | AF   | VF   | AF   | VF   | 2    | AF   |      |      |      |      | —    | 2 × VF   |
| Peking               | —    | —    | —    | Q2   | 1    | 1    | AF   | AF   | AF   | 1    |      |      |      | —    | —    | 3 × AF   |
| Guadalajara          |      |      |      |      |      |      |      |      |      |      |      |      | 1    | 2    |      | 1 × 2R   |
| Olympische Spiele    |      |      | —    |      |      |      | —    |      |      |      | AF   |      |      |      | —    | 1 × AF   |
| Billie Jean King Cup |      |      |      |      |      | S    | S    | HF   | S    | PO   | RR   | RR   | HF   | —    | —    | 3 × S    |

Zeichenerklärung: S = Turniersieg; F, HF, VF, AF = Einzug ins Finale, Halb-, Viertel-, Achtelfinale; 1, 2, 3 = Ausscheiden in der 1., 2., 3. Haupt- / Finalrunde; Q1, Q2, Q3 = Ausscheiden in der 1., 2. 3. Qualifikationsrunde; RR = Round Robin (Gruppenphase); nicht ausgetragen oder andere Kategorie; PO (Playoff), P2 = Auf-/Abstiegsrunde zur Weltgruppe I/II im Fed Cup; W2, K1, K2, K3 = Teilnahme in der Weltgruppe II, Kontinentalgruppe I, II, III im Fed Cup.
|                              | 2007 | 2008 | 2009 | 2010 | 2011 | 2012 | 2013  | 2014  | 2015  | 2016  | 2017  | 2018  | 2019 | Gesamt  |
| ---------------------------- | ---- | ---- | ---- | ---- | ---- | ---- | ----- | ----- | ----- | ----- | ----- | ----- | ---- | ------- |
| Turnierteilnahmen            | 1    | 1    | 1    | 1    | 3    | 6    | 16    | 26    | 26    | 22    | 20    | 23    | 5    | 151     |
| Erreichte Finals             | 0    | 0    | 0    | 0    | 0    | 0    | 1     | 5     | 6     | 4     | 3     | 3     | 2    | 24      |
| Gewonnene Titel              | 0    | 0    | 0    | 0    | 0    | 0    | 1     | 2     | 1     | 2     | 3     | 2     | 1    | 12      |
| Hartplatz-Siege/-Niederlagen | 0:0  | 0:0  | 0:0  | 0:0  | 0:2  | 1:3  | 8:8   | 36:18 | 37:19 | 24:13 | 28:8  | 32:16 | 21:5 | 187:92  |
| Sand-Siege/-Niederlagen      | 0:1  | 2:1  | 0:1  | 0:1  | 0:1  | 0:2  | 2:5   | 7:4   | 7:3   | 6:5   | 9:5   | 12:4  | 0:0  | 45:33   |
| Rasen-Siege/-Niederlagen     | 0:0  | 0:0  | 0:0  | 0:0  | 0:0  | 0:1  | 1:2   | 1:2   | 6:3   | 10:3  | 5:1   | 5:3   | 0:0  | 28:15   |
| Teppich-Siege/-Niederlagen   | 0:0  | 0:0  | 0:0  | 0:0  | 0:0  | 0:0  | 0:0   | 0:0   | 0:0   | 0:0   | 0:0   | 0:0   | 0:0  | 0:0     |
| Gesamt-Siege/-Niederlagen    | 0:1  | 2:1  | 0:1  | 0:1  | 0:3  | 1:6  | 11:15 | 44:24 | 50:25 | 40:21 | 42:14 | 49:23 | 21:5 | 260:140 |
| Weltranglistenpunkte         | –    | –    | –    | –    | –    | –    | –     | –     | –     | –     | –     | –     |      | N/A     |
| Jahresendposition            | 860  | 427  | 228  | 203  | 159  | 110  | 67    | 24    | 11    | 6     | 4     | 8     |      | N/A     |

Letzte Aktualisierung: 4. April 2019

### Doppel
| Turnier         | 2012 | 2013 | 2014 | 2015 | 2016 | 2017 | 2018 | 2019 | 2020 | 2021 | 2022 | 2023 | Karriere |
| --------------- | ---- | ---- | ---- | ---- | ---- | ---- | ---- | ---- | ---- | ---- | ---- | ---- | -------- |
| Australian Open | —    | —    | 1    | 1    | HF   | 1    | —    | —    | —    | —    | —    | —    | HF       |
| French Open     | —    | 1    | 1    | 2    | AF   | —    | —    | —    | —    | VF   | —    | —    | VF       |
| Wimbledon       | —    | 1    | 1    | 1    | HF   | —    | —    | —    |      | —    | —    | —    | HF       |
| US Open         | 1    | 1    | 1    | 1    | AF   | —    | —    | —    | —    | —    | —    | AF   | AF       |

## Weltranglistenpositionen am Saisonende
| Jahr   | 2006 | 2007 | 2008 | 2009 | 2010 | 2011 | 2012 | 2013 | 2014 | 2015 | 2016 | 2017 | 2018 | 2019 | 2020 | 2021 | 2022 | 2023 | 2024 |
| ------ | ---- | ---- | ---- | ---- | ---- | ---- | ---- | ---- | ---- | ---- | ---- | ---- | ---- | ---- | ---- | ---- | ---- | ---- | ---- |
| Einzel | 1168 | 860  | 427  | 228  | 203  | 159  | 120  | 67   | 24   | 11   | 6    | 4    | 8    | 4    | 6    | 4    | 32   | 37   | 41   |
| Doppel | –    | 917  | 818  | –    | 364  | 130  | 102  | 77   | 46   | 46   | 11   | 414  | 205  | 82   | 86   | 124  | 329  | 234  | –    |

## Persönliches
Nach einer zweieinhalbjährigen Beziehung heiratete sie Mitte Juli 2018 in Monaco den tschechischen Moderator Michal Hrdlička. Sie nahm seinen Namen an, tritt aber bei Tennisturnieren weiterhin unter ihrem Geburtsnamen Plíšková an.